# Slag van de Blauwe Wateren
De Slag van de Blauwe Wateren (Wit-Russisch: Бітва на Сініх Водах, Litouws: Mūšis prie Mėlynųjų Vandenų, Oekraïens: Битва на Синіх Водах, Russisch: Битва на Синих Водах of Синеводская битва) was een veldslag die in de herfst van 1362 of 1363 werd uitgevochten aan de oevers van de rivier de Synjoecha, een zijrivier van de Zuidelijke Boeg, tussen de legers van het Grootvorstendom Litouwen en de Gouden Horde.

## Aanloop
Na de dood van khan Berdi Beg had de Gouden Horde te kampen met een aantal successieoorlogen die in totaal twee decennia zou aanhouden. Hierdoor raakte de Horde verdeeld in verschillende districten. Door de wanorde die heerste besloot grootvorst Algirdas een militaire campagne te lanceren naar het land van de Tataren. Hij trachtte door deze campagne ook zijn zuidelijke grenzen meer stabiliteit te geven in het Vorstendom Kiev dat al onder Litouwse controle stond sinds de Slag bij de rivier de Irpin.
In 1362 of 1363 marcheerde Algirdas met zijn leger door het gebied tussen de Zuidelijke Boeg en de Dnjepr. Hij veroverde als eerste het Vorstendom Tsjernigov; ook gebieden van het Vorstendom Perejaslavl werden veroverd door de Litouwers. Dat gebied was echter in handen van Tataarse alus en door het aanhoudende gevaar verzamelden drie Bei's hun legers om de strijd aan te gaan.

## Slag
Volgens het werk van de historicus Maciej Stryjkowski organiseerde Algirdas zijn leger in zes groepen en liet hen opstellen in een halve cirkel. De Tataren openden de slag door hun pijlen af te schieten. Die aanval had echter weinig effect op de Litouwse legers die daarop oprukten en de frontlinie van hun vijand wisten te doorbreken. De Tataren konden in hun formatie niet standhouden en sloegen op de vlucht.

## Nasleep
Door de overwinning van de Litouwers kwam het vorstendom Kiev en grote delen van het huidige Oekraïne bij het Grootvorstendom Litouwen en reikte het rijk zelfs tot aan de Zwarte Zee. Hij liet Kiev achter onder de hoede van zijn zoon Vladimir en ook zijn neven, die hadden meegevochten in de slag, kregen een aanstelling in de veroverde gebieden.